# John Daniell (rugby à XV)
Pour les articles homonymes, voir John Daniell et Daniell.
Pas d'image ? Cliquez ici

a Compétitions nationales et continentales officielles uniquement.

Dernière mise à jour le 5 mars 2013.
John Daniell, né le 18 janvier 1972 en Nouvelle-Zélande, est un joueur néo-zélandais de rugby à XV évoluant au poste de deuxième ligne. Après sa carrière sportive, il devient journaliste et travaille notamment pour Radio New Zeland et Capital Television.

## Biographie
Avant de venir en France, il joue pour England Schoolboys (1990), New Zealand Under 19s (1991), New Zealand Colts (1992), Marist St Pats (1992-97), Oxford University (Blue, 1992-94) et Wellington Lions (1994-96).
Durant sa carrière de rugbyman professionnel, John Daniell joue successivement pour le Racing Club de France de 1997 à 2000, l'USA Perpignan de 2000 à 2003 et le Montpellier Hérault RC de 2003 à 2006. Après des études à l'Université d'Oxford, il travaille comme journaliste et publie des articles notamment pour The Observer, The Daily Telegraph, Financial Times, The Times, The Evening Post, The New Zealand Listener, L'Équipe ou Le Monde.
Après sa carrière sportive, il publie deux livres sur son expérience de rugbyman professionnel : Top 14 : Confessions d'un mercenaire kiwi en 2007 puis Confessions of a Rugby Mercenary en 2009. En 2015, il publie un nouveau roman, The Fixer, commencé en 2008.

## Palmarès
- En Groupe A2:
  - Champion en 1998[4] (avec le Racing Club de France)